# Potez 25
Potez 25 (označavan i kao Potez XXV) je bio francuski dvokrilac s dva sjedala i jednim motorom, dizajniran tijekom 1920. godine. Višenamjenski lovac-bombarder korišten je u raznim misijama kao lovac, pratnja, taktički bombarder i izviđački zrakoplov.  U kasnim 1920-tim i početkom 1930-tih, Potez 25 postaje standardni višenamjenski avion u preko 20 flota ratnog zrakoplovstva, uključujući francusko, poljsko, sovjetsko i američko. Također je popularna među privatnim korisnicima, osobito tvrtkama koje se bave prijevozom pošte. 
Kasnije se pokušala napraviti inačica 25M s jednim visokopostavljenim krilom ojačanim upornicama za trup ali avion nikada nije ušao u proizvodnju.

### Dizajn i razvoj
Godine 1923. tvrtka "Avions Henry Potez"  počela je proizvodnju izviđačkog dvokrilca Potez 15. Temeljeći se na iskustvima nastalim tijekom izgradnje, Henry Potez je počeo raditi na novom dizajnu težeg i bržeg višenamjenskog aviona. Prototip Poteza 25 bio je završen tijekom 1924. godine. Glavne razlike su veći i snažniji motor i novi dizajn krila. Umjesto klasičnog dvokrilca Potez je prvi uveo znatno manje donje krilo u usporedbi s gornjim.  Avion je izrađivan u dvije glavne vojne inačice: izviđački Potez 25A2 i izviđački bombarder Potez 25B2. 
Avion je testiran tijekom svibnja 1925. godine i pokazao je obećavajuće konstruktivne osobine, upravljivost, brzinu i izdržljivost. Nakon ispitivanja prototip je ušao u serijsku proizvodnju. Tržište je u to vrijeme bilo zasićeno brojnim jeftinim avionima proizašlim iz Prvog svjetskog rata te je Potez 25 radi svoje promocije učestvovao na brojnim utrkama. Među najpoznatijim dostignućima su bili "Europski rally" (7.400 km) i "Mediteranski rally" (6.500 km) u kojima je pobjedu odnio Potez. U 1920. Potez 25 je također letio u dobro oglašavanom rallyu Paris-Teheran (13.080 km). U lipnju 1930. pilot Henri Guillaumet na poštarskom letu sa svojim Potezom 25 ruši se pri pokušaju tada gotovo nemogućeg preleta kroz Ande. Pilot je preživio pad i pronađen je nakon tjedan dana potrage. 
Ova postignuća utjecala su na popularnost i Potez je postao jedan od najuspješnijih francuskih aviona tog razdoblja. Kupovale su ga Ratna zrakoplovstva Francuske, Švicarske, Belgije, Brazila, tadašnje Hrvatske, Estonije, Etiopije, Finske, Grčke, Španjolske, Japana, tadašnje Jugoslavije, Poljske, Portugala, Rumunjske, Turske i SSSR. U Francuskoj je izrađeno oko 2.500 zrakoplova.
Već tijekom 1925. godine Poljska je kupila licencu za Potez 25 i počela proizvodnju u avio-tvrtkama "Podlaska Wytwórnia Samolotów" (izradili su 150 aviona) i "Plage i Laśkiewicz" (izradili su 150 aviona). Od strane Zrakoplovno-tehničkog razvojnog instituta u Varšavi 1928. godine je testiran i prvi poljski Potez 25 na kojem su napravljene manje preinake kako bi se avion bolje uklopio za potrebe Ratnog zrakoplovstva Poljske (najveća preinaka bila je ugradnja predkrilaca). Proizvodnja u Poljskoj prestala u 1932. Sveukupno je izrađeno 300 aviona u nekoliko inačica dužeg i kraćeg doleta za izviđanja i dnevna taktična bombardiranja. 
Kako je originalni Lorraine-Dietrich 12Eb motor bio u Poljskoj nedostupan, od 1936. godine ugrađivan je nešto jači radijalni PZL Bristol Jupiter VIIF. Još je nekoliko zemalja izrađivala Potez 25 pod licencom.

## Inačice
- Potez 25 (eksperimentalni) - jedan prototip zrakoplova, s Hispano-Suiza 12Ga motorom od 336 kW (450 Ks).
- Potez 25 A.2 - izviđački dvosjed sa Salmson 18Cmb ili Lorraine 12Eb motorom od 388 kW (520 Ks).
- Potez 25 ET.2 - dvosjed za obuku sa Salmson 18Ab radijalnim motorom od 373 kW (500 ks).
- Potez 25 Jupiter - izvozna inačica s Gnome-Rhône 9Ac Jupiter radialnim motorom od 313 kW (420 Ks). Pod licencom je avion izrađivan u jugoslavenskoj tvrtci Ikarus i portugalskoj tvrtci "OSGA". izvozio se u Estoniju i Švicarsku.
- Potez 25/5 - proizvodna inačica, s Renault 12Jb motorom od 373 kW (500 Ks). Izrađeno je 100 aviona.
- Potez 25 TOE - glavna proizvodna inačica. Izrađeno je 2.270 aviona.
- Potez 25GR - inačica dugog doleta.
- Potez 25M - pokušaj pretvorbe jednog aviona s Hispano-Suiza motorom u jednokrilac s visoko ugrađenim krilom ojačanim upornicama za trup zrakoplova.
- Potez 25 Hispano-Suiza - VIP inačica s Hispano-Suiza 12Lb motorom od 447 kW (600 Ks).
- Potez 25 Farman - izviđački dvosjed za Ratno zrakoplovstvo s Farman 12We motorom od od 373 kW (500 Ks). Poznat je i kao Potez 25/4. Izrađeno je 12 aviona.
- Potez 25/35 - dvosjed za vuču meta.
- Potez 25/55 - dvosjed za obuku. Izrađeno je 40 aviona.
- Potez 25-O - posebno ojačana i izmijenjena inačica, izgrađena za prelet Sjevernog Atlantika. Zrakoplov je imao radijalni Jupiter motor, opremljeni s odbacivim podvozjem te ojačan donji dio radi slijetanja bez podvozja. Izgrađena su samo dva aviona.
- Potez 25H - dva prototipa hidroaviona s radijalnim Gnome-Rhône Jupiter motorom.

## Tehničke karakteristike
Osnovne karakteristike
- posada: 2
- dužina: 9,2 m
- raspon krila: 14,4 m
- površina krila: 51,4 m2
- visina: 3,59 m

Letne karakteristike
- najveća brzina: 214 km/h
- dolet: 600 km
- brzina penjanja: 3,5 m/s
- najveća visina leta: 5.500 m
- specifično opterećenje krila: 49.8 kg/m2
- motor: 1× Lorraine-Dietrich 12 Eb vodom hlađeni W12 linijski motor